# 코난 (프로레슬링 선수)
찰스 애시노프(Charles Ashenoff, 1964년 1월 6일 ~ , 본명 카를로스 산티아고 에스파다 모이제스)은 링 네임 코난(Konnan)으로 더 잘 알려진 쿠바 태생의 미국 프로레슬링 관계자, 매니저 및 전 프로레슬링 선수이다. 그는 루차 리브레 AAA 월드와이드(AAA)와 계약되어 있으며 크리에이티브 팀의 일원으로 활동하고 있다. 거의 30년에 걸친 경력 동안 그는 미국과 멕시코의 인디 및 전국 프로모션에서 레슬링을 했으며 9개의 프로모션에서 15개의 타이틀 벨트를 획득했다. 그는 또한 루차 언더그라운드 창설에 참여했으며, 작가 겸 프로듀서로 활동할 예정이었지만 첫 시즌 내내 프린스 푸마의 매니저로 카메라 앞에 서게 되었다. 레슬링 외에 코난은 가끔 래퍼로 활동한다.
그는 월드 챔피언십 레슬링 시절 nWo 스테이블의 일원이자 필시 애니멀스의 일원으로 미국 관객들에게 가장 잘 알려져 있다. 그는 또한 2000년대 초반 TNA(Total Nonstop Action Wrestling)에서 3 라이브 크루를 결성했으며 나중에 그곳에서 라틴 아메리칸 엑스체인지(LAX) 스테이블을 결성했다. 멕시코에서 코난은 최초의 CMLL 월드 헤비웨이트 챔피언이었으며, AAA에서 그들이 최고의 스테이블이었을 때 포린 레전드의 리더였다.

## 어린 시절
코난은 쿠바 산티아고데쿠바에서 푸에르토리코계와 쿠바계 혈통으로 태어났다. 1966년, 그는 그의 어머니와 함께 보스턴에 도착했다. 보스턴에 도착한 직후, 그녀는 뉴욕 출신의 젊은 혼혈 유대인 혼혈 푸에르토리코인 사립 탐정 리처드 애시노프를 만났다. 그들은 곧 결혼하여 카를로스를 함께 길렀다. 1967년까지 가족은 플로리다 남부의 캐롤 시티로 이사했다. 리처드가 카를로스를 공식적으로 입양했을 때, 그는 카를로스의 법적 이름을 찰스 애시노프로 기재했다.
1976년까지 애시노프는 나이 든 친구들과 이웃들의 영향으로 자동차 도둑질에 빠져들었다. 그는 12세에 운전을 배웠고, 복싱을 배웠고, "열렬한 역도 선수"였다. 애시노프는 여러 학교에서 퇴학당한 후 사우스웨스트 마이애미 고등학교에 입학했다. 1982년, 그는 사우스웨스트 마이애미를 1년 조기 졸업했고, 신용카드 절도와 오토바이 절도로 소년법 위반으로 체포되어 기소되었다. 18세 생일 직후, 애시노프는 마약 판매로 잡혀 성인으로 기소되었다. 그는 감옥에 가거나 군대에 입대하는 것 중 하나를 선택할 기회를 받았다. 그는 후자를 선택하여 미국 해군에 입대했다.
기본 훈련 후, 애시노프는 샌디에이고로 재배치되어 태평양 함대의 구축함모함인 USS 케이프 코드 (AD-43)에 배치되었다. 그는 1983년 캘리포니아 주 (아마추어) 미들급 복싱 챔피언십에서 우승했다. 그는 복싱 주니어 올림픽에 출전하는 것을 목표로 삼았지만, 훈련 중 어깨 부상을 입었고 1983년 4월 18일 베이루트 미국 대사관 폭탄 테러 이후 중동에 배치되었다. 그의 배는 1983년 10월 24일 미국 해병대 막사(프랑스 낙하산 부대 막사와 함께)가 폭탄 테러를 당했을 때 호르무즈 해협에 있었다. 1984년까지 케이프 코드는 페르시아 만에서 교체되었다. 애시노프는 샌디에이고로 돌아와 명예 제대를 받았다.

## 프로레슬링 경력

### 초기 경력 (1988년~1996년)
샌디에이고에서 코난은 존 로버츠를 만났다. 레슬링 옵저버 뉴스레터의 데이브 멜처는 애시노프의 첫 프로레슬링 진출에 대해 다음과 같이 자세히 설명했다.
카를로스는 1988년 1월 6일 수요일(그의 24번째 생일) 티후아나로 여행을 갔고, 그곳에서 드레싱룸으로 안내되어 쇼의 프로모터이자 메인 이벤트에서 "키스"로 레슬링한 마누엘 데 로스 산토스를 소개받았다. 데 로스 산토스는 215파운드의 보디빌더를 보고 클래식 더블 테이크를 했다. 이 남자가 여기서 뭐 하는 거지? 그리고 이 남자를 얼마나 빨리 링에 올릴 수 있지? 코난은 자신을 소개하고 매니저/에이전트 존 로버츠가 자신을 여기에 데려왔다고 설명했다. 로버츠는 이미 데 로스 산토스에게 카를로스가 플로리다에서 레슬링 선수였다고 자랑했었다. 갑자기 다른 레슬링 선수인 미겔 로페스, 레이 미스테리오로 레슬링하는 선수에게서 큰 환호(웃음)가 터져 나왔다. 로페스/미스테리오는 카를로스에게 로버츠가 그냥 미친 팬이었고, 항상 맨 앞줄에 앉아 있었지만, 매니징이나 에이전트 일이나 다른 비즈니스 관련 일을 전혀 하지 않았다고 설명했다. 그럼에도 불구하고 레슬링 선수들은 카를로스에게 시도해 보고 싶냐고 물었다.
엘 센투리온 ("센투리온")으로 불리는 애시노프는 1988년 1월 6일 유니버설 레슬링 협회 (UWA)에서 데뷔했다.
그의 경력 초기에 그는 많은 다른 프로모션에서 레슬링을 했다. UWA 데뷔 후, 코난은 1989년 1월 29일 UWA 14에서 엘 카넥을 상대로 UWA 헤비급 타이틀을 놓고 레슬링을 했으며, 1994년까지 도스 카라스, 마스카라 사그라다 등과 함께 해당 프로모션에서 6인 및 8인 태그 팀 매치에 간헐적으로 참여했다. 1991년 이후 그의 UWA 경기들은 모두 EMLL 및 AAA와 공동 프로모션이었다.
코난은 1989년 2월 3일 월드 레슬링 협회에서 리즈마크, 요시히로 아사이와 함께 코난 엘 바바리안 ("바바리안 코난")으로 6인전 3전 2선승 태그 팀 경기를 치렀고, 애스 샤로, 인디오 요리, 네그로 카사스를 상대했다. 코난은 그해 말 엠프레사 멕시카나 데 라 루차 리브레 (EMLL)에 합류했다. 그는 EMLL에서도 코난 엘 바바리안을 사용했다.
코난의 월드 챔피언십 레슬링 첫 stint는 단 몇 주 동안만 지속되었다. 그의 데뷔는 1990년 12월 16일 스타케이드에서 이루어졌다. 그의 트레이너이자 멘토인 레이 미스테리오와 팀을 이룬 코난은 해당 이벤트에서 열린 팻 오코너 기념 국제 태그 팀 토너먼트에 참가했다. 그들은 8강전에서 노먼 스마일리와 크리스 애덤스를 물리쳤지만, 4강전에서 최종 우승자인 스타이너 브라더스 (릭과 스콧)에게 패배했다. 그 후 그는 1991년 1월 19일 WCW 파워 아워에서 척 코츠를 상대로 TV 방영 경기를 이겼다. 코난은 1996년까지는 해당 프로모션으로 돌아오지 않았다.
WCW 소속으로 활동하던 코난은 1990년 새해 전야에 탤런트 스카우트 팻 패터슨으로부터 연락을 받았고, 이는 빈스 맥마흔과의 만남으로 이어졌다. 이 만남에서 맥스 문이 된 초기 아이디어가 논의되었다. 코난에 따르면, "제가 일본에서 레슬링을 할 때, TV에서 폭죽과 불꽃을 쏘는 일본 애니메이션 로봇을 보았습니다. [빈스]가 그것을 디자인할 수 있는 사람을 아는지 물었습니다." 코난은 $15,000의 비용으로 WWF에서 구입한 회로와 폭발물 총으로 장식된 의상을 받았고, 이 총은 관중에게 스파클을 쏘았다. 코난은 나중에 의상과 관련된 비용이 처음부터 자신과 프로모션 사이에 문제를 일으켰다고 회상했다.
며칠 후인 1991년 1월 7일 텍사스주 애머릴로에서 열린 WWF 슈퍼스타즈 녹화에서 울트라맨을 상대로 트라이아웃을 가졌다. 그는 3월 26일 네바다주 라스베이거스에서 다시 돌아와 WWF 슈퍼스타즈 다크 매치에서 루이 스피콜리를 이겼다. 그는 다음 날 밤 리노에서 열린 레슬링 챌린지 녹화에서 스피콜리를 다시 이겼다. 코난은 1992년 1월 7일 플로리다주 데이토나 비치에서 열린 WWF 슈퍼스타즈 녹화에서 다시 돌아왔다. 이번에는 라틴 퓨리로 레슬링을 했고, 더 하트브레이커를 이겼다. 다음 날 그는 플로리다주 포트마이어스에서 열린 레슬링 챌린지 다크 매치에서 더 주서를 이겼다. 코난은 라틴 퓨리로 두 번 더 레슬링을 했고, 마지막은 1992년 7월 19일 매사추세츠주 하이애니스에서 열린 하우스 쇼에서 피트 도허티를 이겼을 때였다.
다음날 매사추세츠주 우스터에서 열린 WWF 슈퍼스타즈 녹화에 더 머서내리 상대로 나타났을 때, 그는 엘 렐람파고로 이름이 바뀌었다. 그는 다음날 밤에도 루이스 멘디에타 상대로 엘 렐람파고로 레슬링을 했다.
한 달 조금 넘게 지나 그는 맥스 문으로 알려지게 될 기믹을 받았다 (비록 처음 몇 번의 출연에서는 더 코멧 키드로 불렸지만). 코난이 만든 문 캐릭터는 "미래" 또는 "외계"에서 온 사이보그였다.
EMLL에서 코난은 1991년 6월 9일 실격으로 페로 아구아요에게 루차 데 아푸에스타 마스크 대 머리 경기에서 마스크를 잃었다. 경기 후 코난의 형제라고 소개된 어린 소년이 울면서 링에 들어와 코난에게 마스크를 돌려주었고, 동정적인 관중으로부터 코난에게 상당한 친밀감을 유발했다.
1991년 EMLL은 공식적으로 콘세호 문디알 데 루차 리브레 (CMLL)로 명칭을 변경했다. 코난은 그해 말 4개의 이벤트에서 4개의 경기로 구성된 토너먼트에서 우승하며 최초의 CMLL 월드 헤비웨이트 챔피언이 되었다. 1991년 5월 24일에 열린 1라운드 8인 제거 경기; 5월 31일에 열린 4인 배틀 로얄 8강전; 6월 7일에 열린 3전 2선승 준결승전; 그리고 마지막으로 1991년 6월 9일 멕시코시티의 EMLL 슈퍼 비에르네스에서 시엔 카라스를 상대로 3전 2선승 경기를 치렀다.
1992년 코난은 여러 EMLL 레슬링 선수들과 함께 루차 리브레 AAA 월드와이드 (AAA)에 합류했다. 링 이름을 단순히 "코난"으로 줄인 그는 시엔 카라스와 대립했다.
AAA로 돌아와 제이크 로버츠의 방해 후, 코난은 1993년 4월 30일 트리플마니아 I에서 멕시코시티의 48,000명의 팬 앞에서 시엔 카라스에게 3전 2선승 은퇴 경기에서 카운트 아웃으로 패배하여 멕시코 레슬링 이벤트 역대 최다 관중 기록을 세웠다. 코난은 경기의 조항을 따르지 않고 트리플마니아 II에서 1994년 5월 27일 티후아나에서 로버츠를 상대로 헤어 대 헤어 경기에서 승리하며 복귀했다.
1994년 후반, 코난은 태그팀 파트너 페로 아구아요를 배신하고 에디 게레로, 아트 바와 마돈나의 남자친구와 함께 악역 스테이블 로스 그링고스 로코스를 결성하는 스토리라인을 시작했다. 아구아요는 유일한 AAA 페이퍼뷰인 "웬 월즈 컬라이드"에서 스틸 케이지 매치에서 코난을 꺾고 복수했다. 그는 결국 AAA의 북커가 되었다. 코난은 1996년 2월 2일 케레타로주에서 킬러를 꺾고 최초의 AAA 헤비급 챔피언이 되었다. 그는 1996년 10월 AAA를 떠나 자신의 프로모션인 프로모 아즈테카를 설립한 후 타이틀을 공석으로 만들었고, 이 타이틀은 2004년까지 활동 중단되었다. 코난의 멕시코 레슬링 경력은 1990년대 후반 그의 미국 레슬링 활동으로 인해 방해를 받았고, 프로모 아즈테카는 1998년에 폐업했다. 그는 6년 만에 2000년대 멕시코 레슬링 서킷으로 복귀하여 멕시코시티와 과달라하라에서 아레나를 매진시켰다.

### 월드 레슬링 페더레이션 (1992년~1993년)
코난은 1992년 9월 1일 허시 (펜실베이니아주)에서 열린 슈퍼스타즈 녹화에서 더 코멧 키드라는 이름으로 데뷔하여 배리 호로비츠를 핀폴로 이겼다. TV 방영 경기 세 번 후, 코난은 1992년 WWF 오너 빈스 맥마흔과의 불화로 인해 갑자기 WWF를 떠났다. 코난은 멕시코에서의 인기로 인해 WWF 이벤트에 나타나지 않았고, 그의 "나쁜 태도"와 동료 WWF 선수들의 열기로 인해 맥마흔과의 관계가 매우 긴장되었는데, 맥마흔은 그때까지 맥스 문 캐릭터에 재정적으로나 창의적으로 막대한 투자를 했었다.
코난은 WWF와 계약한 상태에서도 멕시코에서 활동했으며, 동시에 어린이를 대상으로 한 멕시코 텔레노벨라 El abuelo y yo에도 출연했다. 그는 멕시코에서 더욱 인기를 얻으면서 미국 진출에 덜 집중했다. 코난은 회상했다. "레슬링은 멕시코에서 매우 뜨거웠습니다. 멕시코시티에서 TV로 레슬링 중계 30년 금지가 해제되었기 때문입니다. 저는 그 레슬링 붐을 활용할 수 있었습니다. 주말마다 하루에 세 번씩 레슬링을 했습니다. 작업량이 엄청났습니다. 마치 Raw와 Nitro가 정면으로 맞붙어 모두에게 일자리가 있었던 때와 같았습니다."
의상과 관련된 비용, 코난의 태도로 인지된 것, 그리고 코난이 멕시코에서 더 성공하여 WWF에 집중하지 않았기 때문에 경기 녹화에 불참하면서 라커룸 내 긴장감도 있었다. 결국 맥스 문 캐릭터는 폴 다이아몬드에게 주어졌으며, 그는 1993년 1월 11일 먼데이 나이트 러의 첫 에피소드에서 캐릭터로 출연했다. 짧은 출연 후 이 캐릭터는 폐기되었다.

### 익스트림 챔피언십 레슬링 (1995년)
싱가포르 레슬링 투어 중 익스트림 챔피언십 레슬링 (ECW) 북커를 만난 후, 코난은 1995년 ECW에 합류하여 샌드맨과 대립했다. 그는 1995년 11월 18일 ECW 노벰버 투 리멤버에 출연하여 제이슨 나이트를 스쿼시했다. 그는 또한 일리노이주 시카고에서 ECW와 AAA가 공동 주최한 이벤트에서도 레슬링을 했다.

### 월드 챔피언십 레슬링 (1996년~2001년)

#### 미국 헤비급 챔피언 및 던전 오브 둠 (1996년~1997년)
코난은 1996년 1월 22일 방영된 나이트로에서 WCW에 정식으로 복귀했으며, 다음 날 밤 클래시 오브 더 챔피언스에서 프시코시스를 상대로 "멕시코 헤비급 챔피언십" 방어전을 치를 것이라고 발표했고, 그곳에서 코난은 타이틀을 유지했다. WCW 직원으로서 그는 레이 미스테리오, 시코시스, 후벤투드 게레라 및 라 파카를 포함한 여러 유명한 멕시코 레슬링 선수들의 WCW 채용에 크게 기여했다. 코난은 1996년 1월 29일 유나이티드 스테이츠 헤비급 챔피언십을 위해 원 맨 갱을 물리쳤다. 그의 재임 기간 동안 그는 멕시코에서 IWAS 및 AAA 헤비급 챔피언십을 계속 방어했다 (이 챔피언십은 코난이 WCW 링에서 착용할 때마다 "멕시코 헤비급 타이틀"로 불렸다). 코난은 슈퍼브롤 VI에서 원 맨 갱, 언센서드에서 에디 게레로, 슬램보리에서 주신 라이거, 더 그레이트 아메리칸 배시에서 엘 가토를 상대로 유나이티드 스테이츠 헤비급 챔피언십을 성공적으로 방어했지만, 7월 7일 배시 앳 더 비치에서 릭 플레어의 발렛 미스 엘리자베스와 워먼의 방해로 인해 릭 플레어에게 타이틀을 빼앗겼다.
유나이티드 스테이츠 챔피언십을 잃은 지 몇 달 후, 코난은 악당이 되어 던전 오브 둠에 합류했다. 그러나 그 기믹은 이미 사라지고 있었다. 케빈 설리반 (이 스테이블의 창시자)은 2016년 7월 회상 인터뷰에서 코난이 "던전 오브 둠에 어울리지 않았다. 그는 강제로 들어갔다"고 말했다. 설리반은 또한 코난을 높이 평가했다. [그는] 뛰어난 퍼포머이며 레슬링 사업에 대한 훌륭한 지식을 가지고 있다. 그는 혼자서 활동했어야 했다. 그를 우리와 함께 묶음으로써 그는 가지고 있던 모든 힘을 잃었다. 그는 루차도르들을 WCW로 데려왔기 때문에 프로 레슬링에 실질적인 영향을 미쳤다."

#### 뉴 월드 오더와 월드 텔레비전 챔피언 (1997년~1999년)

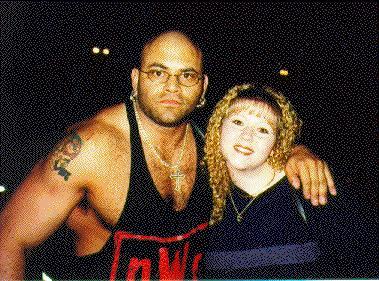
1998년 nWo 울프팩 멤버로 팬과 함께한 코난

코난은 1997년 7월 14일 뉴 월드 오더 (nWo)에 합류했다. 코난은 점점 더 힙합 기반의 기믹을 개발하고 "케이-도그"라는 별명을 얻었다. nWo에서의 첫 활동 기간 동안 코난은 자신이 WCW로 데려온 루차도르스와 대립했다. 이 스토리라인 동안 그는 로드 와일드에서 레이 미스테리오 주니어를 상대로 멕시칸 데스 매치를 치렀고 1998년 3월 언센서드에서 후벤투드 게레라를 상대로 경기를 치렀다. 1998년 5월 4일 방영된 나이트로에서 nWo가 두 개의 라이벌 파벌로 나뉘었을 때, 코난은 케빈 내시가 이끄는 nWo 울프팩과 함께했다. 울프팩은 할리우드 호건이 이끄는 nWo 할리우드와 대립했고 트위너가 되었다. 1998년 11월 30일 방영된 나이트로에서 코난은 크리스 제리코를 꺾고 월드 텔레비전 챔피언십을 차지했다. 그의 재임 기간은 1998년 12월 28일까지 지속되었으며, 버프 백웰의 방해로 인해 나이트로에서 nWo 할리우드 멤버 스콧 스타이너에게 패배했다. 1999년 1월 nWo의 두 파벌이 재결합했을 때, 코난은 레이 미스테리오 주니어를 옹호하며 nWo에서 쫓겨나 렉스 루거에게 공격받았다. 그 결과 그는 선역이 되었고 미스테리오와 팀을 이뤄 nWo와 싸웠다. nWo 멤버 렉스 루거와 대립한 후, 코난과 미스테리오 주니어는 아웃사이더스에게 슈퍼브롤 IX에서 패배했고, 아웃사이더스는 그 과정에서 미스테리오의 마스크를 벗겼다. 코난은 나중에 WCW가 몇몇 멕시코 레슬링 선수들의 마스크를 불명예스럽게 벗기는 스토리라인을 작성함으로써 멕시코 레슬링 문화를 존중하지 않았다고 비판했다 (후벤투드 게레라, 프시코시스, 미스테리오). 그는 루차도르에게 마스크를 벗으라고 요구하는 것을 "일본에 가서 일본인에게 젓가락 대신 포크로 먹어야 한다고 말하는 것과 같다"고 비유했다.

#### 노 리미트 솔져스 및 필시 애니멀스 (1999년~2001년)
코난은 1999년 1월 11일 NWO 울프팩에서 쫓겨났다. 일주일 후 그는 "싸이코" 테마 음악을 사용하며 링에 입장했다. 이 음악은 나중에 레이 미스테리오가 마스크를 벗은 후 그의 테마 음악이 되었고, "더 리즌"으로 대체될 때까지 잠시 동안 필시 애니멀스의 테마 음악이 되었다.
코난은 디스코 인페르노와 수개월 동안 대립하다가, 스티비 레이와 라이벌 관계를 시작했다. 그와 미스테리오는 마스터 P와 그의 노 리미트 솔저스와 동맹을 맺고 더 웨스트 텍사스 레드넥스와 싸웠다. 마스터 P가 WCW를 떠난 후, 코난은 더 필시 애니멀스로 알려진 스테이블을 결성했다. 필시 애니멀스를 대표하는 그와 미스테리오는 1999년 10월 18일 할렘 히트와 스티비 레이를 물리치고 WCW 월드 태그팀 챔피언십을 획득했다. 그들은 1999년 10월 24일 할로윈 하복에서 MGM 그랜드 가든 아레나에서 할렘 히트를 상대로 타이틀을 방어할 예정이었지만, 이벤트 당일 미스테리오가 부상당했다고 발표되었다. 타이틀은 필시 애니멀스를 대표하는 코난과 빌리 키드먼, 할렘 히트, 그리고 퍼스트 패밀리 (휴 모르스와 브라이언 놉스)가 맞붙는 세 팀 간의 태그 매치로 치러졌다. 스티비 레이가 모르스를 핀폴로 이기면서 할렘 히트가 타이틀을 되찾았다. 코난과 키드먼은 다음 날 밤 나이트로에서 할렘 히트를 꺾고 타이틀을 획득했지만, 1999년 11월 22일 해리스 브라더스 (론과 돈 해리스)에게 타이틀을 내줬다.
코난은 WCW에서 사용되는 방식에 불만을 품고 방출을 요청한 후 빌 부시에 의해 3개월 정지 처분을 받아 2000년 초반에 활동하지 않았다. 정지 처분에서 복귀하고 필시 애니멀스를 재결성한 직후 코난은 다시 한번 부상으로 인해 활동하지 못했다. 이번에는 삼두근이 찢어져 밴 해머가 경기 중 후벤투드 게레라를 그에게 던졌을 때 게레라의 팔꿈치가 그를 잡으려던 코난의 상완에 부딪혔다. 2000년 내내 필시 애니멀스는 미스핏 인 액션, 내추럴 본 스릴러스 및 팀 캐나다를 포함한 다른 스테이블과 대립했다. 2001년 3월 18일 WCW의 마지막 페이퍼뷰 이벤트 그리드에서 랜스 스톰과 마이크 오섬 (팀 캐나다 대표)은 휴 모르스와 코난을 물리쳤다. WCW의 자산은 5일 후인 3월 23일 월드 레슬링 페더레이션 (WWF)에 매각되었다.

### 독립 단체 (2001년–2003년)
WCW 매각 후 코난은 여러 독립 프로모션에서 레슬링을 다시 시작했다. 그는 먼저 익스트림 프로 레슬링 (XPW)에 가서 2001년 8월 25일 당시 공석이었던 XPW 텔레비전 타이틀 토너먼트에 참가했다. 그는 1라운드와 2라운드에서 각각 조니 웹과 빅 그림스를 물리쳤지만, 결승에서 카오스에게 패배했다. 그런 다음 그는 2001년 10월 13일 데이미안 스틸과 경기를 치렀다. 그는 2001년 11월 24일 캘리포니아 로스앤젤레스의 그랜드 올림픽 오디토리엄에서 열린 XPW 레볼루션에서 "루저 리브즈 XPW" 경기에서 스틸과 다시 맞붙었다. 코난이 경기에서 승리했다.
코난은 2001년 10월부터 12월까지 호주, 영국, 독일에서 월드 레슬링 올 스타즈 소속으로 레슬링했다. 그의 첫 경기는 2001년 10월 19일 갱렐을 꺾었다. 그는 이 프로모션에서 갱렐을 상대로 두 번 더 이겼지만, 그의 싱글 기록은 일반적으로 좋지 않았다. 2001년 10월 26일 개 목걸이 경기에서 로드 독에게 WWA 헤비급 챔피언십 타이틀의 첫 라운드에서 패배했고, 2001년 12월 8일, 9일, 11일 노먼 스마일리에게 테이블 매치 세 번 패배했다. 코난의 태그 팀 기록은 훨씬 좋았다. 코난은 2001년 11월 27일 ~ 12월 11일 사이에 네이선 존스와 팀을 이뤄 6승 0패를 기록했다 (특히 WCW에서 이전에 레니 레인과 로디로 더 잘 알려진 더 웨스트 할리우드 블론데스 팀을 상대로).
2002년 1월 12일 XPW 뉴 이어스 레볼루션 2에서 샌드맨과의 무승부 경기 후, 코난은 월드 레슬링 카운실로 이적하여 2002년 5월 26일 칼리 콜론과 함께 월드 태그팀 챔피언십을 획득하고 썬더 앤 라이트닝을 물리쳤다.
코난은 2002년 6월 19일 토탈 논스톱 액션 레슬링 (TNA) 첫 페이퍼뷰에 앨라배마주 헌츠빌의 본 브라운 센터에서 등장했다. 그는 공석인 NWA 월드 헤비급 챔피언십을 위한 건틀렛 포 더 골드 경기에 참가했지만, 말리스에게 초크슬램당하고 이후 탈락했다.
그는 그 후 Maximum Xtreme Pro Wrestling에 가서 또 다른 헤비급 타이틀 매치에서 패배했다. 이번에는 2002년 8월 12일 MXPW 헤비급 타이틀을 놓고 사이먼 다이아몬드에게 패배했다. 그는 World Wrestling Council에 복귀하여 또 다른 타이틀 매치에서 패배했는데, 2002년 9월 14일 WWC 제29회 애너버서리오에서 유니버설 헤비급 타이틀을 놓고 칼리 콜론과의 경기에서 실격패했다. 코난은 마침내 2002년 11월 2일 콜론을 꺾고 타이틀을 획득했지만, 21일 후 콜론에게 타이틀을 되돌려주었다.
2002년 11월과 12월 월드 레슬링 올스타즈로 돌아온 코난은 2002년 11월 28일과 29일 노먼 스마일리를 상대로 싱글 경기에서 두 번 이겼고, 2002년 12월 6일 글래스고에서 열린 WWA 더 레트리뷰션에서 네이트 웹을 3분 안에 이겼다. 그 후 코난은 2002년 12월 8일부터 13일까지 디스코 인페르노와 말리스 팀을 상대로 노먼 스마일리와 팀을 이뤄 세 경기를 치렀고 세 경기 모두 이겼다.
코난은 프로모션이 폐업하기 전인 2003년 5월 월드 레슬링 올스타즈에 두 번 더 출연했다. 그는 또한 2003년 9월 MXPW에서 노먼 스마일리와 함께 태그 매치를 치렀다. 이들은 거의 10년 만에 독립 서킷에서 그의 마지막 장기 활동이었다.

### 토탈 논스톱 액션 레슬링 (2003년~2007년)

#### 오센틱 루차도르스와 3 라이브 크루 (2003년~2005년)
코난은 2003년 2월 12일 TNA로 돌아와 후벤투드 게레라, 슈퍼 크레이지, 더 S.A.T. (스패니시 어나운스 팀)와 함께 잠시 활동한 악당 동맹인 오센틱 루차도르스를 결성했다. 이 스테이블은 2003년 4월 2일까지 제리 린과 대립했는데, 린은 자신이 루차 리브레에 크게 영향을 받았으며 멕시코 상대들을 존경한다고 주장하여 코난과의 우정을 얻었다.
2003년 5월과 6월 내내 코난은 B.G. 제임스와 론 킬링스와 팀을 이루기 시작했고, 2003년 7월 세 명은 3 라이브 크루로 알려진 스테이블을 결성했다. 크루는 2003년 8월 13일에 더 뉴 처치 (신, 뱀파이어 워리어, 템페스트)를 물리치며 처음으로 단일 팀으로 레슬링했다. 11월 26일, 크루는 사이먼 다이아몬드, 조니 스윙어, 디스코 인페르노를 꺾고 공석인 NWA 월드 태그팀 챔피언십 타이틀이 걸린 6인 태그 팀 경기에서 승리했다. 이 챔피언십은 크루의 세 멤버 모두가 보유했으며, 2004년 1월 28일 내슈빌에서 케빈 노스컷과 레전드에게 패배할 때까지 지속되었다. 태그 타이틀을 되찾으려는 몇 차례의 시도가 실패한 후, 크루는 론 킬링스의 NWA 월드 헤비급 챔피언이 되려는 노력을 지지하기 시작했다. 크루는 나중에 제럿의 용병인 엘리트 가드 (채드 콜리어, 핫스터프 에르난데스, 오닉스)와 대립했다.
TNA에 있는 동안, 코난은 아시스텐시아 아세소리아 이 아드미니스트라시온에 복귀하여 2004년 5월 12일 AAA 신 리미테 - 게라 데 티타네스 2004에 처음으로 등장했다. 코난은 리키시와 팀을 이루었고 실격으로 시베르네티코와 라 파르카에게 패했다.
2004년 7월 14일, 3 라이브 크루, 더스티 로즈, 래리 즈비슈코는 제럿, 켄 섐록, 엘리트 가드를 10인 태그 팀 경기에서 물리쳤다. 크루는 2004년 8월 팀 캐나다와 대립을 시작했고, 2004년 11월 7일 열린 첫 3시간 TNA 페이퍼뷰 빅토리 로드에서 코난과 제임스는 팀 캐나다 멤버 바비 루드와 "쇼타임" 에릭 영을 꺾고 NWA 월드 태그팀 챔피언십을 획득했다. 그들의 재임 기간은 한 달이었으며, 2004년 12월 5일 터닝 포인트에서 부상당한 조니 더바인의 도움으로 팀 캐나다가 타이틀을 되찾았다.
2005년 초반 내내, 크루는 마이클 셰인과 카자리안, 팀 캐나다, 그리고 더 내추럴스와 대립했다. 제임스의 전 WWF 태그 팀 파트너였던 빌리 건이 "더 뉴 에이지 아웃로"라는 이름으로 TNA에 합류하고 제임스를 설득하여 그들의 매우 성공적인 태그 팀인 뉴 에이지 아웃로스를 재결성하도록 시도하면서 불화가 생겼다. 코난과 킬링스는 더 아웃로와 "더 알파 메일" 몬티 브라운과 대립했으며, 제임스의 충성심은 나뉘어 있었다. 2005년 3월부터 코난은 AAA에서 뱀파이로와 라 파카와도 대립하고 있었다. 이 대립은 2006년까지 간헐적으로 이어졌다.
브라운과 아웃로(지금은 "킵 제임스"로 이름을 바꾼)는 2005년 7월 17일 노 서렌더에서 코난과 킬링스를 꺾었고, 제임스는 어느 팀도 돕지 않기로 결정했다. 코난과 킬링스는 점점 더 좌절하여 어느 시점에는 스스로를 "2라이브 크루"라고 불렀다. 두 팀은 2005년 8월 14일 새크리파이스에서 열린 노 서렌더 리매치에서 서로 맞붙었으며, 관리 감독 래리 즈비슈코에 의해 제임스가 특별 심판으로 임명되었다. 제임스는 킵을 공격하여 크루에 대한 충성심을 재확인했으며, 이로 인해 코난이 핀폴로 승리할 수 있었다. 크루는 경기가 끝난 후 함께 축하했다.
그 후 몇 주 동안 킵 제임스는 3 라이브 크루를 돕기 시작했고, 2005년 10월 23일 바운드 포 글로리에서 팀 캐나다에게 공격받던 코난을 구했다. 11월 26일 방영된 임팩트! 에피소드에서 B.G. 제임스는 킵 제임스와 3 라이브 크루를 링 옆으로 데려와서 킬링스와 코난에게 제임스가 스테이블에 합류해도 되는지 물었다. 여전히 회의적인 코난과 B.G. 사이의 격렬한 논쟁 후, 킬링스와 코난 모두 동의했고, 4 라이브 크루가 탄생했다. 터닝 포인트에서 4 라이브 크루는 8인 태그 경기에서 팀 캐나다와 맞붙었다. 경기 도중 코난은 B.G.와 킵 제임스 둘 다 공격했다.

#### 라틴 아메리칸 익스체인지 (2005년~2007년)
2005년 12월 31일 방영된 임팩트! 에피소드에서 코난은 B.G.의 아버지인 밥 암스트롱에게 "성급한 사람"이라고 말하며 암스트롱을 백스테이지로 데려가 사과하겠다고 제안했다. 사과 대신 코난은 암스트롱을 아폴로와 데뷔한 호미사이드의 매복으로 이끌면서 악역으로 돌아섰다. 나중에 라틴 아메리칸 익스체인지 (LAX)로 확인된 이 세 명은 의식이 없는 암스트롱에게 B.G.와 킵에게 "자신의 일에 신경 쓰라"고 전하라고 지시했다. 2006년 1월 15일 파이널 레졸루션에서 코난과 호미사이드는 더 내추럴스를 물리쳤다. 아폴로가 TNA에서 방출된 후 마체테로 대체되었지만, 마체테는 코난과 호미사이드에 의해 LAX에서 추방되었다. 이후 몇 주 동안 코난은 밥 암스트롱과 대립하기 시작했다. 2006년 4월 8일 방영된 임팩트! 에피소드에서 코난은 암스트롱과 "팔씨름 도전"에서 맞붙었다. LAX 멤버 에르난데스가 암스트롱을 공격한 후 경기는 무승부로 끝났다. 2006년 4월 23일 록다운에서 코난은 철제 케이지 안에서 열린 팔씨름 경기에서 암스트롱에게 패배했고, 경기 후 LAX 멤버 각자는 제임스 갱으로부터 10번의 채찍질을 당했다.
2006년 5월은 코난에게 매우 바쁜 달이었다. AAA에서 그는 2006년 5월 1일 AAA 신 리미테에서 체스맨, 론 킬링스와 함께 포린 레전드 (La Legión Extranjera)에서 처음 등장하여 엘 조로, 옥타곤, 뱀피로 캐나디엔스에게 패배했다. 그는 곧 2009년까지 활동한 이 스테이블의 리더가 되었다. 같은 달, 코난은 TNA 임팩트! 스페인어 컬러 해설가가 되었다. 또한 그와 LAX는 레슬링을 거부하는 스토리라인을 시작했으며 (그 자신과 무디 잭도 해설을 거부했다), TNA 내에서 라티노들이 차별받고 있다고 주장했다.
2006년 6월 24일, 코난은 샌디에이고에서 열린 첫 루차 리브레 이벤트에 참가했다. 그는 "불행하게도 사우스 베이에서는 루차 리브레가 전혀 없었고, 라 라자에게는 루차 리브레가 전혀 없었다. 드디어 그들은 집에서 몇 분 거리에 있는 이곳에서 TV로 시청하는 루차 리브레를 생방송으로 볼 수 있을 것이다"라고 말했다.
2007년 초 코난은 고관절 치환술을 받았고, 그때부터 TNA에서의 그의 모습은 자주 휠체어를 사용하는 것을 보였다. 6월, 코난은 TNA를 떠났고, 론 킬링스도 마찬가지였다. 코난은 그 무렵 프로 레슬링의 약물 남용 문제에 대해 여러 인터뷰를 했는데, 가장 주목할 만한 것은 뉴욕 데일리 뉴스였다. 뉴스는 코난이 "그의 고관절은 수년간의 스테로이드 남용과 스포츠의 신체적 고통 후에 퇴화했으며, ...진통제와 항염증제가 [그의] 신장을 망가뜨렸다"고 믿었다고 언급했다. 그는 몇 년 후 자신의 팟캐스트에서 이 문제를 다시 강조했다 그는 2007년 7월 23일 신장 이식 수술을 성공적으로 받았다.

### AAA 복귀 (2004년~2006년)
TNA에 있는 동안 코난은 AAA (아시스텐시아, 아세소리아 이 아드미니스트라시온 데 에스펙타큘로스)에도 복귀하여 2004년 5월 12일 AAA 신 리미테 - 게라 데 티타네스 2004에 처음 등장했다. 코난은 리키시와 팀을 이루었고 실격으로 시베르네티코와 라 파르카에게 패배했다. 2005년 3월부터 코난은 AAA에서 뱀피로와 라 파카와도 대립하고 있었다. 이 대립은 2006년까지 간헐적으로 이어졌다. 2006년 5월 1일, 그는 체스맨과 론 킬링스와 함께 포린 레전드 (La Legión Extranjera)와 함께 첫 등장하여 AAA 신 리미테에서 엘 조로, 옥타곤, 뱀피로 캐나디엔스에게 패배했다. 그는 곧 2009년까지 활동한 이 스테이블의 리더가 되었다.
2006년 6월 24일, 코난은 샌디에이고에서 열린 첫 루차 리브레 이벤트에 참가했다. 그는 "불행하게도 사우스 베이에서는 루차 리브레가 전혀 없었고, 라 라자에게는 루차 리브레가 전혀 없었다. 드디어 그들은 집에서 몇 분 거리에 있는 이곳에서 TV로 시청하는 루차 리브레를 생방송으로 볼 수 있을 것이다"라고 말했다.

### 두 번째 AAA 복귀 및 독립 프로모션 (2007년~2012년)
2007년 6월 TNA를 떠났음에도 불구하고 코난은 10월까지 AAA에서 레슬링을 하지 않았으며, 위에서 언급한 수술로 인해 그 해 나머지 기간 동안 단 네 경기만 치렀다. 코난은 2008년 1월 6일 WWC 유포리아 투어 2008에서 3 라이브 크루의 론 킬링스와 함께 월드 레슬링 카운실에 복귀하여 에디와 올랜도 콜론을 상대로 태그 팀 경기에서 패했다. 2008년 3월, 코난은 TNA를 인종차별과 차별로 고소하며, 회사가 고관절 치환 수술 비용을 지원하겠다고 했지만 지불하지 않았다고 주장했다. 코난은 또한 TNA가 스콧 스타이너의 수술 비용을 지원했지만, 비슷한 시기에 론 킬링스의 수술 비용은 지불하지 않았다고 주장했다.
2008년 10월 24일, 코난은 "8인 도모 데 라 무에르테 철창 승자가 AAA를 통제하는" 경기에 참가했다. 라 레지온 엑스트란제라 (코난, 일렉트로쇼크, 켄조 스즈키, 렐릭으로 구성)는 라 파르카, 라틴 러버, 옥타곤, 슈퍼 플라이를 물리쳤다. 2009년 3월 15일, 코난은 뱀피로 카나디엔스를 상대로 헤어 대 헤어 경기에서 패했다. 그는 2010년 2월까지 라 레지온에서 계속 레슬링을 했다.
2010년 6월 12일, 공석인 AAA 파레하스 인크레이블스 태그 팀 타이틀을 위한 포 웨이 엘리미네이션 경기에서 시베르네티코와 코난은 닥터 와그너 주니어와 실버 케인, 일렉트로쇼크와 슈퍼 플라이, 라 파르크와 라 파르카를 꺾고 챔피언이 되었다. 코난은 2010년 10월 1일 AAA에서 마지막 공식 경기를 치렀다. 이는 3대 2 핸디캡 하드코어 경기로, 조 리더와 니초 엘 밀로나리오가 라 에르만다드 엑스트레마로, 다미안 666, 할로윈, 코난 세 명이 라 소시에다드로 맞붙었다. 코난 팀이 경기에서 패했다.
그 후 코난은 2010년 11월 6일 엘 히호 데 페로 아구아요의 프로모션인 페로스 델 말에서 유일하게 공연자로서 출연한 것을 시작으로 다시 일련의 독립 프로모션에 출연했다. 라 소시에다드는 멕시코 바하칼리포르니아주 티후아나의 오디토리오 무니시팔 파우스토 구티에레스 모레노에서 열린 PDM 더 워에서 찰리 하스, 슈퍼 크레이지, 토니 윌슨을 꺾었다.
2011년 7월 3일, 코난은 엘 카넥, 엘 라요 데 할리스코 주니어와 함께 멕시코 멕시코주 나우칼판 데 후아레스에 위치한 아레나 나우칼판에서 열린 인터내셔널 레슬링 레볼루션 그룹의 페스티발 데 라스 마스카라스 2011에서 로스 에르마노스 디나미타(시엔 카라스, 마스카라 아뇨 2000, 유니베르소 2000)를 실격으로 물리쳤다. 그 후 그는 2011년 8월 7일 열린 혼합 5대 4 핸디캡 경기에 참가했는데, 이 경기에서 닥터 와그너 주니어, 일렉트로쇼크, 엘 엘레기도, 엘 조로 팀은 멕시코 이달고주 파추카에서 열린 텔레톤 자선 쇼의 일환으로 코난, 체스맨, 제니퍼 블레이크, 미니 시코시스, 니초 엘 밀로나리오에게 패했다. 2011년 10월 7일, 라 소시에다드로 레슬링하는 코난과 니초 엘 밀로나리오는 멕시코 바하칼리포르니아주 티후아나에 위치한 오디토리오 무니시팔 파우스토 구티에레스 모레노에서 열린 프로모시온스 MV 이벤트에서 엘 메시어스와 익스트림 타이거에게 DQ로 패배했다.
2012년 1월 28일 캘리포니아 로스앤젤레스의 웨스틴 로스앤젤레스 공항에서 열린 프로 레슬링 슈퍼스타즈의 레슬매니아 VI에서 코난은 브루터스 비프케이크, 갱렐, 그렉 발렌타인 등을 포함한 20인 배틀 로얄에 참가했다. 결국 경기는 갓파더가 우승했다. 코난은 2012년 8월 23일 캐나다 사스캐처원주 라 로슈의 트리티 그라운즈에서 열린 하이 임팩트 레슬링의 HIW 서머 인베이전 2012에서 더 컨빅트를 꺾었다.

### 마지막 경기 및 링 외부 역할 (2013년~현재)
2013년 2월 3일, 코난은 (스토리상) AAA에서 해고되었다. 그러나 그는 4월 15일에 복귀하여 다시 인링 퍼포먼스로 활동할 것이라고 발표했다. 그러나 그는 대신 다른 업무로 이동했다. 그는 SLAM! 레슬링의 스티븐 딘 존슨에게 그는 "AAA에서 만능 재주꾼이다. 나는 글을 쓰고, 제작하며, 에이전트 역할을 하고, 인재를 위한 국제 연락관 역할을 한다. 또한 나는 악당들의 주요 매니저 중 한 명으로 TV에 출연한다"고 말했다. 같은 인터뷰에서 그는 당시 다가오는 루차 언더그라운드로 이어질 거래를 예고했다. 코난은 2013년 9월 15일 6인 태그 매치에서 오늘까지 그의 마지막 경기로 보이는 경기를 치렀다. 그와 엘 마리아치, 카푸는 캘리포니아 왓슨빌의 산타 크루즈 카운티 페어에서 열린 이벤트에서 데렉 샌더스, 올리버 존, 바케로 판타스마를 물리쳤다.
2014년 8월, 코난은 왼쪽 고관절 치환술을 받았다. 그는 또한 트위터에서 WWE에 대해 매우 비판적이었다 알베르토 델 리오가 "WWE 직원이 제기한 인종차별 농담 의혹에 대한 비전문적 행동"과 관련하여 WWE에서 방출된 것과 동시에 WWE가 레이 미스테리오의 동의 없이 계약을 연장한 계약 분쟁에 대해 비판했다.
2014년 9월, 코난은 엘 레이 네트워크의 새로운 TV 시리즈 루차 언더그라운드에 출연할 AAA 레슬링 선수 중 한 명으로 발표되었다. 첫 시즌에 그는 프린스 푸마의 매니저로 등장했으며 페닉스, 펜타곤 주니어 및 드라고를 프로모션에 데려온 책임을 주장했다.
2015년 3월 20일, 코난은 멕시코 티후아나에서 독립 프로모션 더 크래시가 주최한 쇼에서 링 사이드에 있었다. 이때 엘 히호 데 페로 아구아요가 경기 중 불의의 사고로 사망했다. 그는 2017년 12월 해고될 때까지 크래시의 크리에이티브 책임자로 임명되었다.
2016년 2월 코난은 AAA에서 자신의 크리에이티브 직책을 잃었고 현재는 단순히 프로모션의 컨설턴트로 일하고 있다고 밝혔다. 그는 그 후 AAA에게 인재 미지급과 관련하여 몇 가지 비난을 제기했다.
코난은 Aro Lucha의 크리에이티브 책임자로 임명되었다.

### 임팩트 레슬링 복귀 (2017년~2019년)
2017년 3월, 코난은 임팩트 레슬링에 복귀하여 라틴 아메리칸 익스체인지 (호미사이드, 오르티즈, 산타나, 디아만테)의 매니저로 활동했다. 2019년 1월 23일, 코난이 임팩트 레슬링의 크리에이티브 팀 일원으로 일하게 될 것이 밝혀졌다.

### 세 번째 AAA 복귀 (2018년~현재)
6월 4일 베라노 데 에스칸달로에서 코난은 제프 재럿이 AAA 메가 챔피언십을 레이 와그너와 레이 미스테리오를 상대로 획득하는 것을 도우며 AAA에 복귀했고, 그 후 페닉스와 마주쳤다. 7월 14일 케레타로에서 코난과 그의 그룹 MAD가 데뷔했지만, 라 파카에 의해 방해받아 라이벌 관계가 시작되었다.
2024년 동안 코난은 화면상 권위자로 임명된 라틴 러버와 충돌하기 시작했다. 트리플마니아 XXXII: 멕시코시티에서 알베르토 엘 파트론이 악당으로 돌변한 후, 코난은 알베르토와 함께 라틴 러버를 공격했다.

### 메이저 리그 레슬링 (2018년~2022년)
2018년부터 코난은 다른 AAA 레슬링 선수들과 함께 펜타곤 주니어와 페닉스의 매니저로 메이저 리그 레슬링에 출연하기 시작했다. 그와 그의 고객들은 MLW 월드 헤비급 챔피언 로우 키와 대립했다. 2018년 12월 14일, 코난은 로우 키에게 무실격 경기에서 그의 챔피언십에 도전했지만 패배했다. 로우 키, 리키 마르티네스, 엘 히호 데 L.A. 파르크가 코난 공격을 멈추지 않자 심판이 경기를 중단시켰다.

### 올 엘리트 레슬링 (2020년~2021년)
2020년 11월 17일, 코난은 2001년 이후 처음으로 TNT에 복귀하여 AEW 다이너마이트 에피소드에 출연했다. 그의 출연 중 코난은 전 LAX 멤버인 산타나 앤 오티즈와 재회했다. 이들은 현재 올 엘리트 레슬링 (AEW)에서 레슬링하고 있었고 크리스 제리코의 레슬링 스테이블 이너 서클의 멤버이기도 했다. 이 재회는 라스베이거스에서 열린 이너 서클 파티 중에 이루어졌다. 코난은 나중에 2021년 5월 30일 AEW의 주요 이벤트인 더블 오어 낫싱에 출연했다. 메인 이벤트 경기는 스테이디엄 스탬피드 경기였으며 이너 서클이 참가했다. 코난은 TIAA 뱅크 필드 스타디움의 클럽 내에서 DJ로 카메오 출연하여 산타나와 오티즈를 잠시 도왔다. 코난은 6월 26일 다이너마이트에 출연하여 털리 블랜차드의 지시에 따라 라이벌 FTR에게 공격받을 때까지 산타나와 오티즈를 지지했다.

## 기타 매체
코난은 비디오 게임 WCW 나이트로, WCW/nWo 리벤지, WCW/nWo 선더, WCW 메이헴, WCW 백스테이지 어썰트, 루차 리브레 AAA: 에로스 델 링에 출연했다.
코난은 MLW 라디오에서 주간 팟캐스트를 진행했으며, 2016년 7월 제리코 네트워크로 옮겼다. 코난은 크리스 제리코가 시작한 팟캐스트 네트워크의 "첫 번째 새로운 목소리"가 되었다. 디스코 인페르노와 함께 진행하는 그의 팟캐스트 "Keeping it 100 with Konnan"는 글렌 길버티와 공동 진행한다. 코난은 또한 샌디에이고 코믹콘 인터내셔널에도 출연했다.
코난은 2023년 WWE 명예의 전당에 출연하여 레이 미스테리오를 헌액했다.

## 챔피언십과 업적
- 루차 리브레 AAA 월드와이드
  - AAA 아메리카스 헤비급 챔피언십 (1회)[20]
  - AAA 파레하스 인크레이블스 태그 팀 챔피언십 (1회) – 시베르네티코와 함께[59]
  - IWC 월드 헤비급 챔피언십 (1회)[60]
- 콜리플라워 앨리 클럽
  - 루차 리브레 상 (2022년)[61]
- 챔피언십 레슬링 USA 노스웨스트
  - 챔피언십 레슬링 USA 노스웨스트 태그 챔피언십 (1회) – 비틀주스와 함께[4]
- 콘세호 문디알 데 루차 리브레
  - CMLL 월드 헤비급 챔피언십 (1회)[62]
- 인터내셔널 레슬링 올-스타즈
  - IWAS 월드 헤비급 챔피언십 (1회)[63]
  - IWAS 월드 태그 팀 챔피언십 (1회) – 레이 미스테리오 주니어와 함께[64]
- 라틴 아메리칸 레슬링 협회
  - LAWA 헤비급 챔피언십 (2회)[65]
- 글로벌 챔피언십 레슬링 
  - GCW 헤비급 챔피언십 (1회)
- 프로레슬링 일러스트레이티드
  - 1996년 PWI 500 싱글 레슬링 선수 상위 500명 중 25위[66]
  - 2003년 "PWI 시대" 싱글 레슬링 선수 상위 500명 중 131위[67]
- 토탈 논스톱 액션 레슬링
  - NWA 월드 태그팀 챔피언십 (2회) – B.G. 제임스와 론 킬링스와 함께[68][note 4]
- 월드 챔피언십 레슬링
  - WCW 월드 텔레비전 챔피언십 (1회)[69]
  - WCW 유나이티드 스테이츠 헤비급 챔피언십 (1회)[70][71]
  - WCW 월드 태그팀 챔피언십 (2회) – 레이 미스테리오 주니어 (1회), 빌리 키드먼 (1회)과 함께[72]
- 월드 레슬링 카운실
  - WWC 유니버설 헤비급 챔피언십 (1회)[29]
  - WWC 월드 태그팀 챔피언십 (1회) – 칼리 콜론와 함께[73]
  - WWC 카리브해 헤비급 챔피언십 (1회)[74]
- 레슬링 옵저버 뉴스레터
  - 레슬링 옵저버 뉴스레터 명예의 전당 (2009년)[75]

## 루차 데 아푸에스타스 기록
| 승자 (내기)                                  | 패자 (내기)                                    | 위치                        | 이벤트            | 날짜            | 비고              |
| -------------------------------------------- | ---------------------------------------------- | --------------------------- | ----------------- | --------------- | ----------------- |
| 코난 (마스크)                                | 레드 킬러 (마스크)                             | 해당 없음                   | 라이브 이벤트     | 해당 없음       |                   |
| 코난 (마스크)                                | 주니어 킬러 (마스크)                           | 해당 없음                   | 라이브 이벤트     | 해당 없음       |                   |
| 코난 (마스크) 및 불명 (머리카락)             | 레드 킬러 (머리카락) 및 주니어 킬러 (머리카락) | 몬테레이, 누에보 레온       | 라이브 이벤트     | 불명            |                   |
| 코난 (마스크)                                | 애스 샤로 (머리카락)                           | 티후아나, 바하 칼리포르니아 | 라이브 이벤트     | 1989년 2월 24일 |                   |
| 페로 아구아요 (머리카락)                     | 코난 (마스크)                                  | 멕시코시티                  | 라이브 이벤트     | 1991년 3월 22일 |                   |
| 코난 (머리카락)                              | 페로 아구아요 (머리카락)                       | 멕시코시티                  | EMLL 58주년 쇼    | 1991년 9월 6일  | [ note 5 ] [ 76 ] |
| 코난 (머리카락)                              | 엘 코바르데 2 (머리카락)                       | 로스앤젤레스, 캘리포니아    | 라이브 이벤트     | 1992년 7월 4일  |                   |
| 코난 (머리카락)                              | 레이 게스타스 (머리카락)                       | 아파틀라코, 멕시코 주       | 라이브 이벤트     | 1992년 8월 15일 |                   |
| 코난 (머리카락)                              | 제이크 로버츠 (머리카락)                       | 티후아나, 바하 칼리포르니아 | 트리플마니아 II-C | 1994년 5월 27일 |                   |
| 코난 (머리카락)                              | 시엔 카라스 (머리카락)                         | 로스앤젤레스, 캘리포니아    | 라이브 이벤트     | 1995년 7월 15일 | [ note 6 ]        |
| 코난 (키드먼의 머리카락)                     | 마이크 오섬 (머리카락)                         | 포트 웨인, 인디애나         | 라이브 이벤트     | 2001년 1월 15일 |                   |
| 뱀파이로 카나디엔세 (호아킨 롤단의 머리카락) | 코난 (아르투로 리베라의 머리카락)              | 과달라하라, 할리스코        | 레이 데 레예스    | 2009년 3월 15일 | [ 77 ]            |